# N6-Cyclopentyladenosin
N6-Cyclopentyladenosin (CPA) ist ein synthetisches Nukleosid. Es besteht aus der β-D-Ribofuranose (Zucker) und einem substituierten Adenin. Es unterscheidet sich vom Adenosin durch Hinzufügen einer Cyclopentylgruppe. Es wird als selektiver Agonist zum Adenosinrezeptor verwendet.